# Tê tê vàng
Tê tê vàng hay tê tê Trung Quốc (danh pháp hai phần: Manis pentadactyla) là một loài thuộc bộ Tê tê (Pholidota) sống ở bắc Ấn Độ, Nepal, Bhutan, Myanmar bắc Đông Dương, miền nam Trung Quốc và có thể ở cả Bangladesh,.
Tại Việt Nam bản địa của tê tê vàng chủ yếu là Miền Bắc và Miền Trung xuống Cao nguyên Lâm Viên.

## Hình dạng & Tập tính
Thân tê tê có phủ vảy sừng xếp chồng lên nhau như vảy cá. Chúng ăn kiến và mối; miệng không có răng; lưỡi dài (đến 25 cm), bọc bởi lớp nhớt dính. Tuyến nước dãi nằm sâu trong lồng ngực tiết ra chất nhớt này để tê tê bắt mồi. Dạ dày có màng sừng như mề gà.
Tê tê vàng có chiều dài trung bình khoảng 80–90 cm. Thường thì mỗi lứa sinh chỉ một con, thỉnh thoảng mới có hai. Sau khi vài tuần ẩn trong hang, con con leo lên đuôi mẹ và được "đèo" đi mọi nơi.

### Phân biệt
Tê tê vàng khác tê tê Java cũng phổ biến ở Việt Nam ở những điểm sau đây: tai có vành thịt rõ ràng; lòng bàn chân trước không có da trơn; phần đuôi tương đối ngắn hơn; và vảy không che sống mũi.

## Công dụng
Ở Việt Nam, loài này đang bị săn bắt ráo riết làm thịt vì giá bán khá cao. Vảy phởi khô của Manis pentadactyla được gọi là xuyên sơn giáp (Squama Manidis). Theo y học dân gian, đơn thuốc có xuyên sơn giáp giúp trị các chứng tắc tia sữa, tràng nhạc vỡ loét, mụn nhọt. Hiện tại, vẫn chưa có bằng chứng khoa học xác nhận tính y học của các loài tê tê.

## Bảo tồn
Các loài tê tê ở Phi lẫn Á châu đều bị con người săn bắn lấy thịt. Bên Trung Hoa thịt tê tê được coi là cao lương bổ ích trong Đông y, giúp điều hòa lưu huyết, khử trùng và tăng lượng sữa cho sản phụ nên bán rất được giá. Mối đe dọa này cùng với nạn phá rừng, phá hoại môi trường sống của chúng, đã làm giảm số tê tê, nhất là loại Manis gigantea. Ngày nay, tất cả các loài tê tê đều được liệt kê trong danh sách cấm theo Công ước CITES. Từ năm 2000 là "không hạn định số lượng" (cấm tuyệt đối), có nghĩa là cấm bất kỳ thương mại quốc tế về tê tê hoặc các bộ phận cơ thể của chúng. Tháng 11 năm 2010, tê tê đã được thêm vào danh sách các động vật có vú khác biệt về mặt di truyền và có nguy cơ tuyệt chủng của Hội Động vật học của London (Zoological Society of London). Theo IUCN, số lượng tê tê vàng đã giảm đáng kể trong 15 năm qua và nghi ngờ sẽ suy giảm tiếp tục trong vòng 15 năm tới, với tốc độ trên 50%, do đó IUCN đã liệt kê tê tê vàng vào danh sách có cực kỳ nguy cấp.
Nếu căn cứ trên ước đoán mỗi năm có khoảng 10.000 con tê tê bị săn giết và bán qua các ngả đến hai thị trường chính là Trung Quốc và Việt Nam, thì con số thật có lẽ cao gấp 5 đến mười lần. Tính theo hiện kim thì một ký tê tê người thợ săn có thể bán giá 22 USD nhưng một tiệm ăn ở Việt Nam có thể bán một ký tê tê với giá 350 USD. Con tê tê 5 ký nấu lên dọn lên dĩa sẽ bán giá hơn 1500 USD. Tháng 11, 2013 Việt Nam có ra lệnh phạt tối đa 25.000 USD hoặc 7 năm tù những ai vi phạm luật cấm săn bắt hoặc tiêu thụ tê tê nhưng phần thi hành rất lỏng lẻo nên ngay ở Hà Nội có sẵn những tiệm bán các món thú rừng kể cả thịt tê tê.

## Hình ảnh

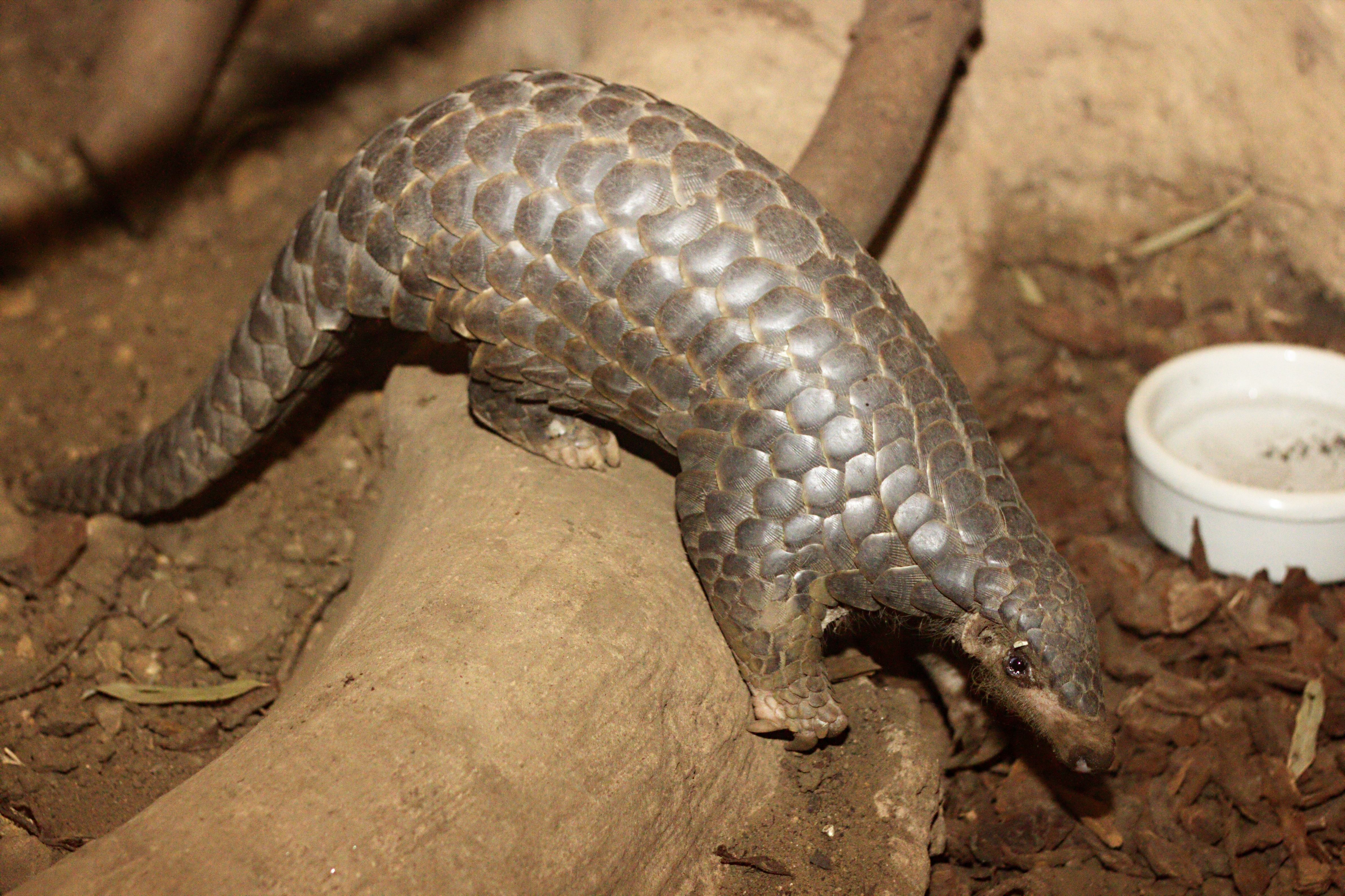
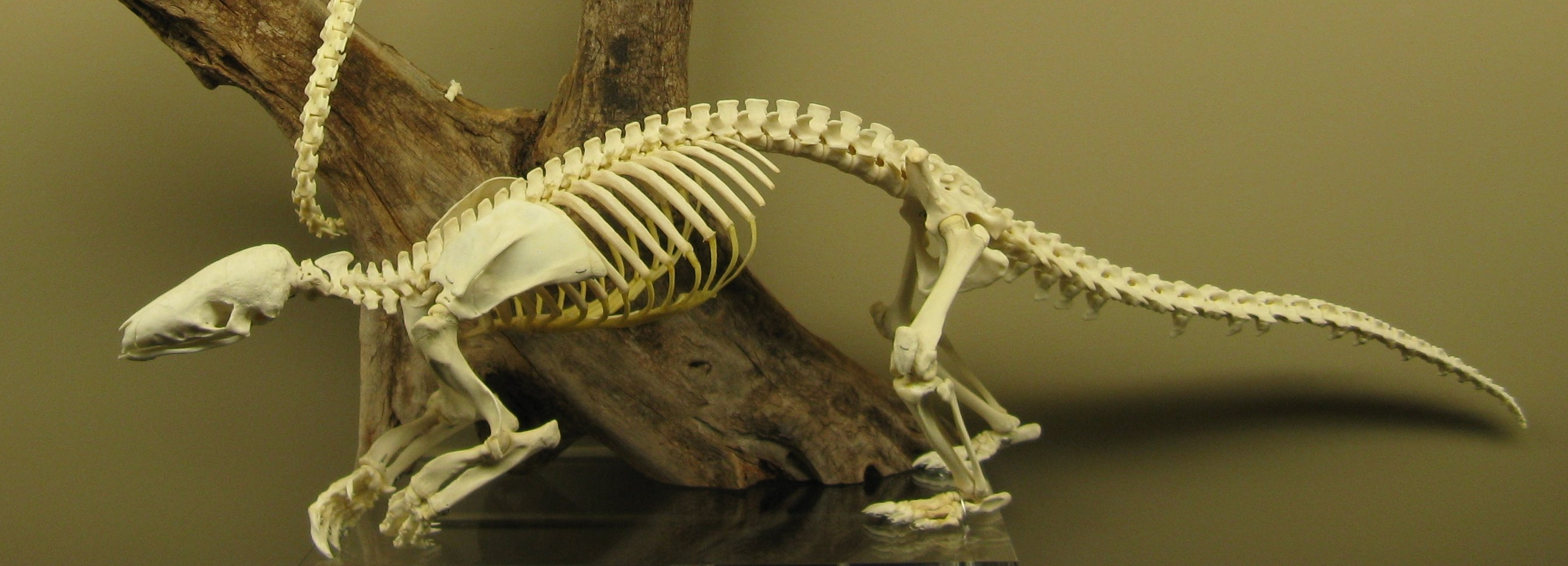
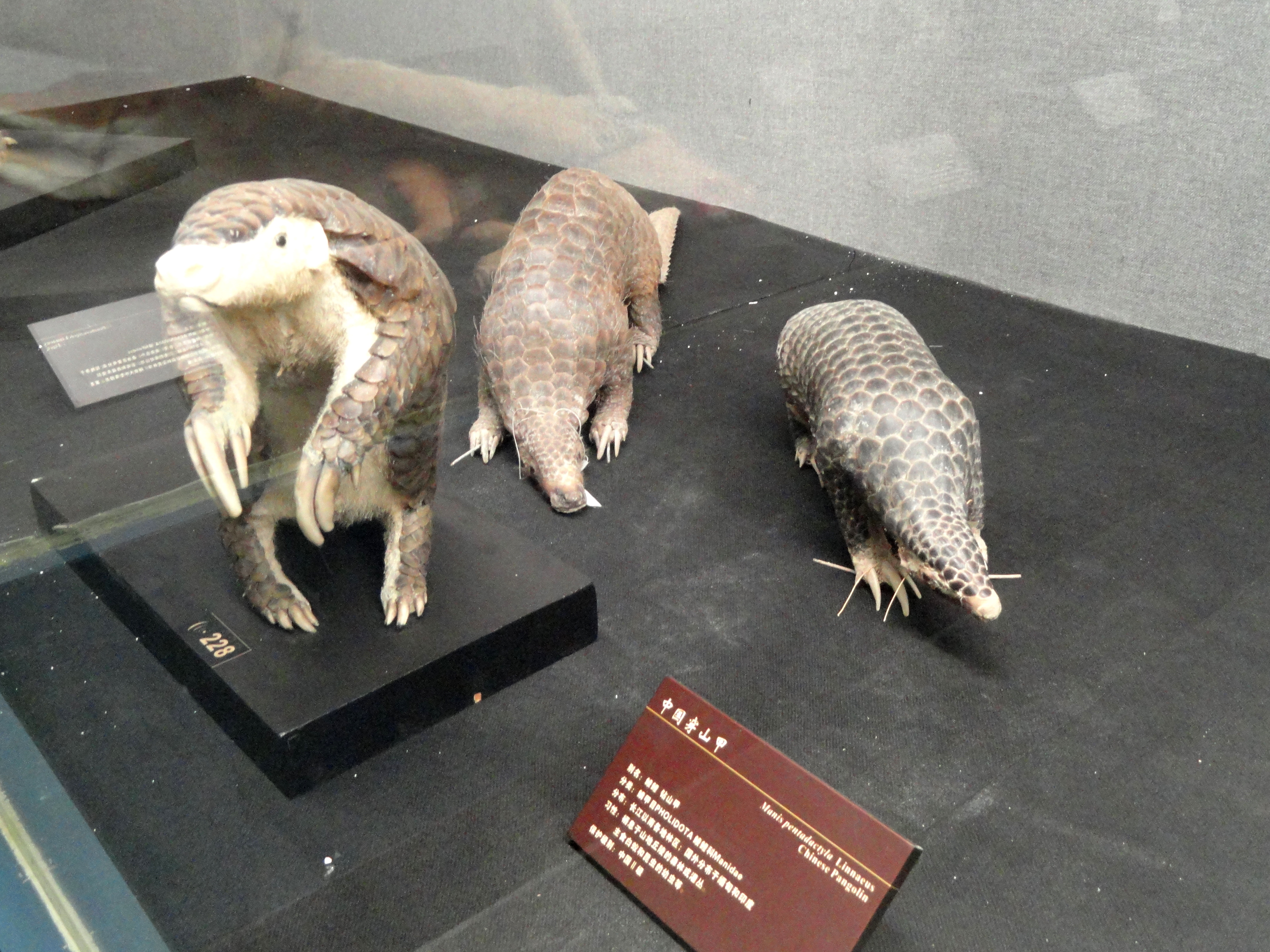
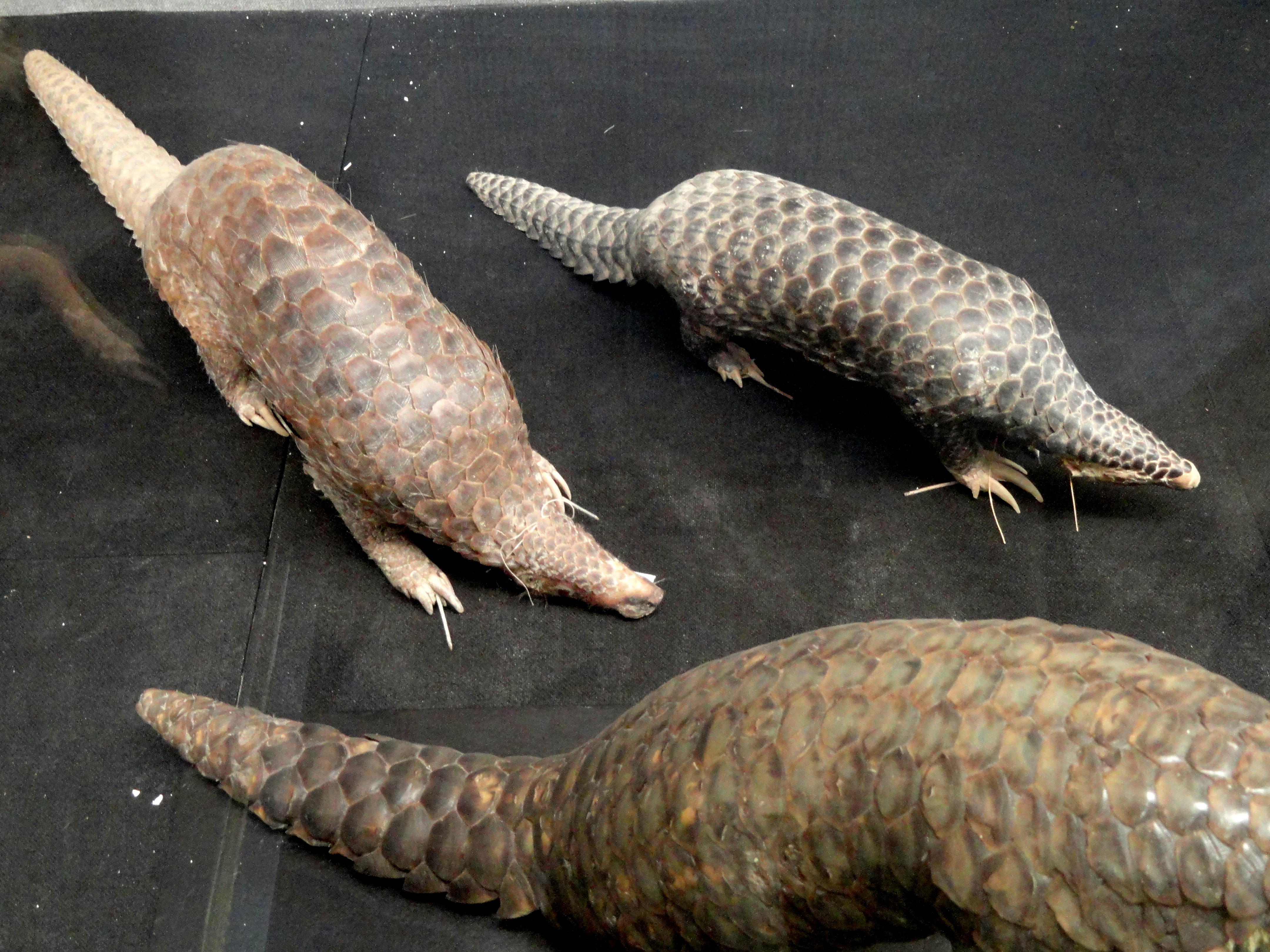